# Zipserduitsers
De Zipserduitsers of Zipsers (Duits: Zipser, Roemeens: Ţipţeri, Hongaars: Cipszer) zijn een Duitstalige (specifiek Zipserduits–dialect) etnische groep die zich ontwikkelde in het voormalige Hongaarse comitaat Szepes (Duits: Zips; Slowaaks: Spiš), in het tegenwoordige Slowakije. Het merendeel van de kolonisten kwam aan het begin van de 13e eeuw, uit Centraal-Duitsland en Silezië. Aan het begin van de 18e eeuw migreerden vele Zipsers naar het zuiden van Boekovina, Máramaros en Transsylvanië. De voormalige Slowaakse president Rudolf Schuster stamt deels af van de Zipserduitsers.
Tijdens en na de Tweede Wereldoorlog vluchtten de meeste Zipserduitsers. Degenen die niet gevlucht waren, werden na de oorlog door de Tsjechoslowaakse regering verdreven of uitgezet naar Duitsland. Een kleine groep Zipserduitsers bleef achter in Chmeľnica (Duits: Hopgarten). Hun dialect wordt 'Outzäpsersch' (Duits: Altzipserisch, letterlijk: Oud Zipsers) genoemd. Ook leven er nog Zipserduitsers in Roemenië. Ze zijn hier vooral opgegaan in gemeenschappen van Donau-Zwaben.
Het gebied waar de Zipserduitsers leefden was te verdelen in twee streken, Noord-Szepes en Zuid-Szepes. Daartussen lag een gebied waar vooral Slowaken en Roethenen leefden. Wel lagen in dit gebied twee Zipserduitse steden van waaruit beide streken werden bestuurd: Levoča (Duits: Leutschau, Hongaars: Lőcse) en Spišská Nová Ves (Duits: (Zipser) Neu(en)dorf, Hongaars: Igló).

## Gemeenten met een Zipserduitse bevolking in Noord-Szepes

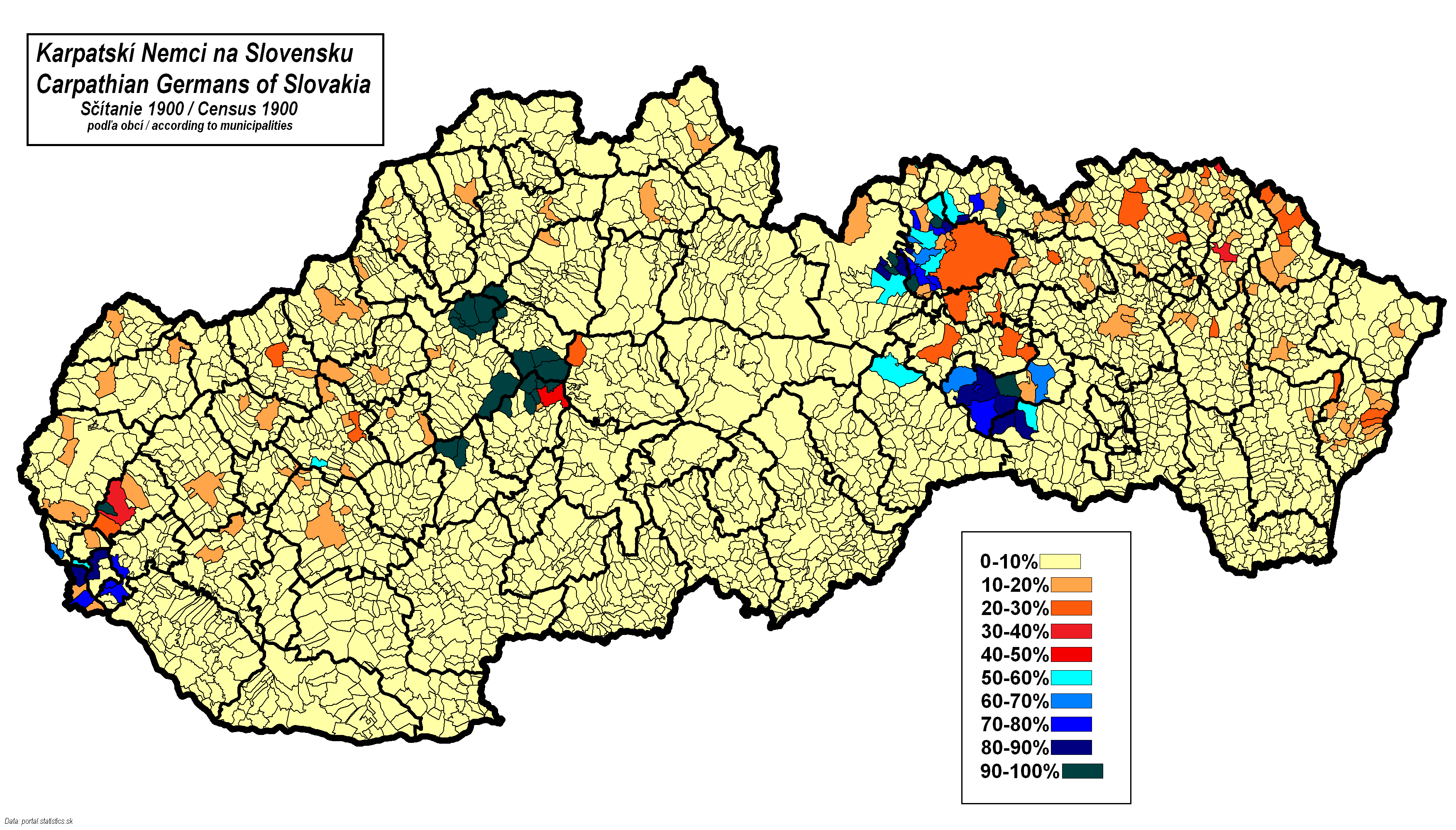
Duitsers in het huidige Slowakije op basis van de volkstelling van 1900

- Bušovce (Hongaars: Busóc, Duits: Bauschendorf)
- Holumnica Hongaars: Hollólomnic, Duits: Hollomnitz)
- Huncovce (Hongaars: Hunfalva, Duits: Hunsdorf)
- Ihľany
- Kežmarok
- Lomnička
- Ľubica
- Mlynica (Hongaars: Malompatak, Duits: Mühlenbach)
- Nová Lesná (Hongaars: Alsóerdőfalva, Duits: Neuwalddorf)
- Podhorany
- Podolínec
- Poprad (Hongaars: Poprád, Duits: Deutschendorf)
- Spišská Belá (Hongaars:Szepesbéla)
- Stará Lesná (Hongaars: Felsőerdőfalva)
- Tvarožná (Hongaars:Duránd)
- Veľká Lomnica
- Veľký Slavkov (Hongaars: Nagyszalók, Duits: Großschlagendorf)
- Vrbov (Hongaars: Ménhárd)

## Gemeenten met een Zipserduitse bevolking in Zuid-Szepes
In de onderstaande gemeenten waren de Zipserduitsers tot 1944 in de meerderheid.
- Smolník
- Smolnícka Huta
- Mníšek nad Hnilcom
- Švedlár
- Stará Voda
- Nálepkovo
- Gelnica

Bovenstaande gemeenten lagen in Szepes.
Dobšiná, waar voor de Tweede Wereldoorlog ook veel Zipserduitsers leefden, wordt soms ook gerekend tot Zuid-Szepes.